# Меланау
Меланау (лико мелану) — народ группы даяков в Восточной Малайзии (в штате Саравак, от реки Реджанг (Раджанг) до границы с Брунеем) и соседних районах Брунея. Численность 100 тыс. человек, из них 95 тыс. в Малайзии. Меланау — мусульмане-сунниты, часть меланау придерживается традиционных верований, есть протестанты.

## Язык
Говорят на языке меланау западно-австронезийской группы австронезийской семьи. Язык разделяется на диалекты и говоры. В некоторых частях распространён индонезийский язык.

## Религия
Меланау — мусульмане-сунниты, часть меланау придерживается традиционных верований, есть протестанты.
В традициональном мировоззрении меланау, согласно ряду научных публикаций, смерть означает, что душа покидает человеческое тело и путешествует в мир мертвых. В то же время некоторые исследователи, в частности доктор Стефан Моррис, утверждают, что смерть в понимании меланау связана не с покиданием тела бессмертной душой, а с разрушением связей между четырьмя составляющими живого человеческого существа. Эти составляющие представляют собой закон (nyawa), эмоции (naseng), физическое тело (badan, bieh) и тень, иначе именуемую Двойником (bedua, medua). В европейской научной традиции тень часто называют душой исходя из её принципиального бессмертия, однако это понятие имеет мало общего с христианской концепцией души.
Согласно религиозным воззрениям меланау, вселенная состоит из многих миров, населенных различными существами и разделенных границами, которые некогда были преодолимы, однако теперь могут быть пересечены только некоторыми духами либо шаманами. Всё множество обитаемых миров называется дунья.

## История
В XVI—XIX веках территория, заселённая меланау, принадлежала султанам Брунея; с конца XIX в. по 1963 г. — в составе английских колониальных владений. Влияние малайской культуры, оказываемое на протяжении веков, исламизация приводили к утрате представителями народа меланау этнической самобытности, к ассимиляции их малайцами.

## Традиционные занятия
Ручное земледелие (суходольный рис, клубнеплоды, бобовые, фруктовые деревья), добывание саго; на побережье рыболовство. Широко распространено также изготовление традиционных стеклянных бусин, имеющее магическое значение, охота и животноводство. Большинство современных меланау работают на коммерческом производстве саго и на каучуковых плантациях.

## Культура
Традиционные верования включали культ духов природы, культ верховного божества-демиурга Ала-тала (Allah taala); шаманство (шаманами, а-байю, были преимущественно женщины). Сохранился развитый похоронный ритуал — захоронение в гробах в форме лодки, сопровождающееся речитативным пением похоронных гимнов и петушиными боями.

## Общество
Деление на 5 эндогамных социальных групп (бангса) сохранилось лишь в этикете. У современных меланау преобладает малая семья. Родственная организация билатеральная. Традиционное общество меланау заключалось в независимых деревнях, состоящих из двух-трех длинных домов, населенных несколькими сотнями человек, которые связаны по родству или узами брака. Общество было построено иерархически, и каждая община в доме возглавлялась группой аристократов. Подпав под контроль Джеймса Брука в XIX веке, меланау стали селиться в односемейных домах малайского типа, в менее крупных деревнях. После Второй Мировой войны меланау оставались под влиянием британцев до тех пор, пока в 1963 году Малайзия и Саравак не получили независимость.

## Питание
Основная пища — варёный рис, саговая каша, варёный саговый крахмал, фрукты. Мясо (курятина, у немусульманского населения — свинина) — по праздникам.